# 吉雅·卡兰芝
吉雅·玛丽·卡蘭芝（1960年1月29日—1986年11月18日），20世纪70年代末和80年代初的美国超級名模。卡蘭芝是被众人冠以“超級名模”称号的第一人。后来这个称号被应用于其他人，包括珍妮絲·狄金森，Dorian Leigh和珍·诗琳普顿。模特仙迪·歌羅馥被称为"小吉雅"，就是因为她与卡兰芝有相似之处。
她是高級時裝品牌：Armani、Versace及Diane von Furstenberg的代言人。吉雅上過Vogue及Cosmopolitan等雜誌封面，也有參與Versace等著名時裝及奢侈品的時裝展。
卡蘭芝沉迷于海洛因后，她的模特生涯也受到影响。在吸毒中她感染了爱滋病病毒，在1986年11月18日爱滋病夺去了她的生命，年仅26岁。卡蘭芝被认为是第一个死于艾滋病的著名女性。

## 電影改編
安吉丽娜·朱莉在1998年HBO拍摄的讲述吉雅·卡兰芝的传记电影《霓裳情挑》中扮演吉雅·卡兰芝。